# Maciej Kazimierz Sarbiewski
Maciej Kazimierz Sarbiewski (Latijn: Matthiās Casimīrus Sarbievius; Litouws: Motiejus Kazimieras Sarbievijus; Sarbiewo, 24 februari 1594 – Warschau, 2 april 1640) was een Poolse dichter. Hij wordt beschouwd als een van de grootste Latijnse dichters uit de zeventiende eeuw.

## Biografie
Sarbiewski werd geboren in het Poolse dorp Sarbiewo en kreeg op twaalfjarige leeftijd onderwijs aan het Jezuïetencollege in Pułtusk. Op zeventienjarige leeftijd werd hij daar ook een novice. Hij studeerde vervolgens aan de Universiteit van Vilnius en aan het Collegium Hosanium in Braniewo. Na zijn studies ging hij retorica doceren aan verscheidene jezuïetencolleges in Polen. Sarbiewski brak door als dichter met zijn lofdicht op Jan Karol Chodkiewicz in 1619.
Sarbiewski vervolgde zijn studie in Rome aan het Collegium Germanicum en wist daar de aandacht te verkrijgen van Paus Urbanus VIII die hem lauwerde als dichter. In 1632 verkreeg hij zijn doctorsgraad in filosofie aan de universiteit van Vilnius en diende enige jaren als hofdichter van koning Wladislaus Wasa.